# Kanton Fort-de-France-3
Kanton Fort-de-France-3 (francouzsky Canton de Fort-de-France-3) byl francouzský kanton v departementu Martinik v regionu Martinik. Tvořila ho část obce Fort-de-France. Zrušen byl v roce 2015.